# Elecciones a la Cámara de Representantes de los Estados Unidos de 2010 en el Distrito de Columbia
Las Elecciones a la Cámara de Representantes de los Estados Unidos de 2010 en el Distrito de Columbia fueron unas elecciones que se hicieron el 2 de noviembre de 2010, para escoger al Representante por el Distrito de Columbia en el 112.º Congreso de los Estados Unidos, cuyo término es de 2 años. El único distrito congresional en juego fue ganado por la Demócrata Eleanor Holmes Norton.